# Can Puig (Martorelles)
Can Puig és una masia de Martorelles (Vallès Oriental) inclosa a l'Inventari del Patrimoni Arquitectònic de Catalunya.

## Descripció
És una masia de planta basilical amb carener perpendicular a la façana. Té planta baixa, pis i golfes. Les portes i finestres són de pedra sense cap decoració. La porta, el balcó que hi ha damunt i la finestra de les golfes tenen forma d'arc rebaixat, les altres són rectangular. La casa ha estat molt modificada i forma part d'un conjunt tancat per un pati on hi ha d'altres construccions, casa dels masovers, pallisses, etc.

## Història
Resten conservats uns fulletons anomenats Martorells que, editats sense cap mena de referència bibliogràfica, transcriuen textos antics i a més hi surt una declaració feta per un tal Narcís Puig el 1447.